# Природни споменик Стабла у Земунском парку
Природни споменик Стабла у Земунском парку обухвата групу од 9 стабала старих око 110 година која се налазе у Земунском парку, у непосредној близини Земунске гимназије. Статус заштићеног природног добра добила су 1991. године.

## Заштићена стабла
Природни споменик Стабла у Земунском парку чини укупно 9 стабала, односно групација и то 5 стабала европске тисе (Taxus baccata L.) и 4 групације кавкаске птерокарије (Pterocarya fraxinifolia Spach.). Део су фонда од око 1300 стабала која расту у Земунском парку, који обухвата површину од 7.72 хектара. Најстарије стабло старо је око 110 година. Ова стабла представљају велику ботаничку ведност и својеврсну хортикултурну баштину Земуна и Београда.

## Тиса
Европска тиса је ниско зимзелено дрво или жбун. Достиже висину до 20 м и старост 2000 — 4000 година. Добро подноси неповољне услове и може да расте у различитим срединама, али се упркос томе налази на списку најугроженијих биљних врста према критеријумима Међународне уније за заштиту природе. Налази се на попису најугроженијих врста у Црвеној књизи флоре Србије.
За разлику од природних станишта, где је угрожена, често се гаји у расадницима и представља једну од омиљених и радо коришћених парковских врста. Нарочито због особине да добро подноси орезивање, па је идеалан материјал за обликовање „зелених скулптура”. Сви делови тисе, осим црвеног, сочног омотача око шишарице, су отровни.

## Птерокарија
Кавкаска птерокарија је високо листопадно дрво пореклом са Кавказа. Достиже висину до 30 м. Расте брзо и може достићи старост од 200 година, што је чини радо гајеном врстом у многим парковима и вртовима.